# 桐敷拓馬
桐敷 拓馬（きりしき たくま、1999年6月20日 - ）は、埼玉県北埼玉郡川里町（現：鴻巣市）出身のプロ野球選手（投手）。左投左打。阪神タイガース所属。

## 経歴

### プロ入り前
鴻巣市立屈巣小学校1年生から屈巣ニュースターズで野球を始める。鴻巣市立川里中学校時代は行田リトルシニアに所属。
本庄東高校では1年夏からベンチ入りし、同年秋からエースとなる。3年夏の埼玉県大会では2回戦の埼玉栄高校戦で1失点完投勝利を挙げた。4回戦の市立川口高校戦では、1点リードの11回裏二死二塁で相手打者の投ゴロを捕球するが、ボールがグラブの編み目に挟まって抜き出せなくなった為に咄嗟にグラブごと一塁へ送球するも内野安打となり、その間に二塁走者が生還して同点とされる一幕があった（試合は本庄東が延長12回に勝ち越し、桐敷がその裏を無失点に抑えて勝利）。同大会は5回戦で聖望学園高校に敗れた。甲子園出場はなし。
新潟医療福祉大学では1年秋から関甲新学生野球連盟リーグ戦に登板。2年秋の平成国際大学戦では延長10回参考ながらリーグタイ記録の18三振を奪い、自身リーグ戦初の完封勝利を挙げた。4年春は8試合に登板して5勝1敗、防御率1.57の成績を残し、ドラフト上位候補として注目を集めた。4年秋には開幕戦の山梨学院大学戦で2安打完封勝利。さらに、後述のドラフト指名後に行われた平成国際大学戦ではリーグ新記録の19奪三振を記録してリーグ史上初の完全試合を達成した。3学年上に漆原大晟、同学年に佐藤琢磨がいる。
2021年のドラフト会議で阪神タイガースから3位指名を受けた。11月19日、契約金6000万円、年俸1000万円で入団に合意した（金額は推定）。背番号は47。このドラフトでは同学年の佐藤琢磨も福岡ソフトバンクホークスから育成13位指名を受けた。

### 阪神時代
2022年、新人として同期入団の鈴木勇斗と共に沖縄県宜野座村での一軍春季キャンプに参加。以降キャンプからオープン戦まで好投を続け、開幕3戦目に登板予定であったジョー・ガンケルの腰の張りによる登板回避により、代役として3月27日の東京ヤクルトスワローズ戦（開幕3戦目、京セラドーム大阪）でプロ初登板・初先発。5回まで無失点の好投を見せたが、6回に捕まり、5回を8安打3失点（自責点3）となり打線が無得点で敗戦投手となった。その後は中継ぎで4試合に登板し、4月14日に登板予定であった藤浪晋太郎が新型コロナウイルス感染により登録を抹消されたことにより、再び代役として中日ドラゴンズ戦（バンテリンドームナゴヤ）に登板するも、2回2失点で降板。翌15日に二軍降格が決定した。7月6日に再び一軍昇格し、7月7日の広島東洋カープ戦（阪神甲子園球場）に3度目の先発登板をし、5回を4安打1失点、6奪三振と好投したものの打線が無得点で3敗目を喫した。その後は一軍登板はなく、7登板、0勝3敗、防御率5.02でシーズンを終えたものの、ウエスタン・リーグでは13試合で6勝1敗、防御率0.72と安定した成績を残した。
2023年、一軍春季キャンプスタートとなるも、キャンプや対外試合で打ち込まれ二軍に降格し、オープン戦でも結果を残せず開幕二軍スタートとなる。しかし、開幕から不調であったエース青柳晃洋に代わり5月19日に一軍昇格すると、同26日の対読売ジャイアンツ戦（甲子園）に同年初登板初先発し、7回5安打1失点10奪三振と好投しプロ初勝利を挙げた。フレッシュオールスターに出場した際は9回に登板し三者凡退の好投を見せたことで監督の岡田彰布からリリーフ適性を見出され、後半戦からはリリーフに転向。後半戦は全試合でリリーフ登板し、ワンポイントから回跨ぎまでこなす難しい起用にもかかわらず25試合で14H、防御率0.94という圧倒的な成績を残して優勝に貢献した。広島とのクライマックスシリーズ（甲子園）では、シリーズ初登板となる第1戦で3点リードの7回表に登板し、1回を3者連続三振、第3戦では同点の6回表から2回を投げて3奪三振といずれも好投を見せた（第3戦では6回裏に味方が勝ち越したため勝ち投手となった）。オリックス・バファローズとの日本シリーズでは第3戦・第4戦・第7戦に登板。第4戦では7回に味方のエラーをきっかけとして同点に追いつかれる適時打を打たれるもチームはサヨナラ勝ち。サヨナラ適時打を放った大山悠輔に頭を撫でられ、安堵の涙を流した。日本一のかかる第7戦では大量リードの9回に登板。先頭打者に安打を許すも、続く森友哉を併殺に打ち取り勝利を確実なものとして守護神の岩崎優にマウンドを託した。オフにはカーネクスト アジアプロ野球チャンピオンシップ2023日本代表に選出された。背番号は47。主にセットアッパーとして起用され、優勝に貢献した。12月3日に前年から3倍増となる3300万円で契約を更改した。
2024年はキャンプから中継ぎとして調整を続け、開幕後は自己最長となる12試合連続無失点を記録するなど好調をキープ。シーズン中盤からは、勝ちパターンとして1イニングを投げ切る従来の起用に加え、対戦打者の左右に応じて右腕の石井大智と共に1イニングを抑える起用も増加し、順調にホールドを重ねた。7月8日には監督推薦で自身初となるオールスターゲームに選出。前半戦はチーム最多の41登板をこなす大車輪の活躍を見せた。後半戦も好調を継続し、8月22日の対ヤクルト戦（京セラ）で同点の9回に勝ち越し打を浴びてリリーフとして初の黒星を喫したものの、以降の17試合全てを無失点で投げ切り、前半戦の自己最長無失点を更新する活躍を見せた。また、終盤は勝敗を問わず僅差の場面で登板する機会が増えたことにより、最終的に2010年の久保田智之以来となる70試合登板に到達。ホールドポイントも43を数え、中日の松山晋也と共に最優秀中継ぎ投手のタイトルを獲得した。横浜DeNAベイスターズとのクライマックスシリーズ（甲子園）では、第1戦で1点ビハインドの6回から登板するも、回を跨いだ7回に捕まり2失点を喫した。

## 選手としての特徴
左腕から最速151km/hのストレートとツーシーム、スライダー、チェンジアップ、フォークを投げる。奪三振力が高く、ゲームメイク能力に優れる。

## 人物
名字の「桐敷」は、日本全国で約120人しかいない珍しい名字とされる。本人曰く「キリシマ」と間違えられることも多かったという。
郷土愛があり、自身の出身地である埼玉県鴻巣市の知名度を上げることも考えている。
愛称は「スペードのエース」。命名は当時の監督であった岡田彰布。岡田の退任後に行われたインタビューでは、「意味は最後まで分かんなかったんですけど」としながらも、「そうやって言ってもらえたのはありがたかったですね」と感謝を示した。ネット上では「ルーキー桐敷」という愛称も定着している。こちらはタイガースのYouTubeチャンネルに投稿された2022年の春季キャンプにて収録された動画において、「予祝」という言葉の説明をする西勇輝に「ルーキー桐敷、意味分かるか？」と問われた桐敷が答えられず何とも言えない表情をしていたシーンがSNS上で話題になったことに由来する。

## 詳細情報

### 年度別投手成績
| 年 度     | 球 団     | 登 板 | 先 発 | 完 投 | 完 封 | 無 四 球 | 勝 利 | 敗 戦 | セ 丨 ブ | ホ 丨 ル ド | 勝 率 | 打 者 | 投 球 回 | 被 安 打 | 被 本 塁 打 | 与 四 球 | 敬 遠 | 与 死 球 | 奪 三 振 | 暴 投 | ボ 丨 ク | 失 点 | 自 責 点 | 防 御 率 | W H I P |
| --------- | --------- | ----- | ----- | ----- | ----- | -------- | ----- | ----- | -------- | ----------- | ----- | ----- | -------- | -------- | ----------- | -------- | ----- | -------- | -------- | ----- | -------- | ----- | -------- | -------- | ------- |
| 2022      | 阪神      | 7     | 3     | 0     | 0     | 0        | 0     | 3     | 0        | 0           | .000  | 65    | 14.1     | 20       | 2           | 4        | 2     | 0        | 16       | 0     | 0        | 8     | 8        | 5.02     | 1.67    |
| 2023      | 阪神      | 27    | 2     | 0     | 0     | 0        | 2     | 0     | 0        | 14          | 1.000 | 158   | 40.1     | 28       | 1           | 12       | 1     | 0        | 40       | 0     | 0        | 10    | 8        | 1.79     | 0.99    |
| 2024      | 阪神      | 70    | 0     | 0     | 0     | 0        | 3     | 1     | 0        | 40          | .750  | 263   | 65.1     | 48       | 0           | 18       | 5     | 4        | 60       | 1     | 0        | 14    | 13       | 1.79     | 1.01    |
| 通算：3年 | 通算：3年 | 104   | 5     | 0     | 0     | 0        | 5     | 4     | 0        | 54          | .556  | 486   | 119.3    | 96       | 3           | 34       | 8     | 4        | 116      | 1     | 0        | 32    | 29       | 2.19     | 1.09    |

- 2024年度シーズン終了時
- 各年度の太字はリーグ最高

### 年度別守備成績
| 年 度 | 球 団 | 投手  | 投手  | 投手  | 投手  | 投手  | 投手     |
| 年 度 | 球 団 | 試 合 | 刺 殺 | 補 殺 | 失 策 | 併 殺 | 守 備 率 |
| ----- | ----- | ----- | ----- | ----- | ----- | ----- | -------- |
| 2022  | 阪神  | 7     | 0     | 1     | 0     | 0     | 1.000    |
| 2023  | 阪神  | 27    | 4     | 6     | 0     | 0     | 1.000    |
| 2024  | 阪神  | 70    | 6     | 13    | 0     | 0     | 1.000    |
| 通算  | 通算  | 104   | 10    | 20    | 0     | 0     | 1.000    |

- 2024年度シーズン終了時
- 各年度の太字はリーグ最高

### タイトル
- 最優秀中継ぎ投手：1回（2024年）

### 表彰
- JERAセ・リーグAWARD特別賞：1回（2024年）
- 関西スポーツ賞 特別賞：1回（2024年[55]）

### 記録
投手記録
- 初登板・初先発登板：2022年3月27日、対東京ヤクルトスワローズ3回戦（京セラドーム大阪）、5.0回3失点で敗戦投手[56]
- 初奪三振：同上、3回表に高梨裕稔から空振り三振
- 初勝利・初先発勝利：2023年5月26日、対読売ジャイアンツ6回戦（阪神甲子園球場）、7回1失点[57]
- 初ホールド：2023年7月29日、対広島東洋カープ13回戦（阪神甲子園球場）、11回表に6番手で救援登板、1回無失点
- 初セーブ：2025年4月24日、対横浜DeNAベイスターズ6回戦（横浜スタジアム）、9回裏に5番手で救援登板・完了、1回無失点

打撃記録
- 初打席：2022年3月27日、対東京ヤクルトスワローズ3回戦（京セラドーム大阪）、3回裏に高梨裕稔から空振り三振
- 初安打：2023年6月5日、対千葉ロッテマリーンズ3回戦（阪神甲子園球場）、3回裏に小島和哉から三塁内野安打[58]

その他の記録
- オールスターゲーム出場：1回（2024年）

### 背番号
- 47[59]（2022年 - ）

### 登場曲
- 「J.BOY」浜田省吾（2022年 - ）

### 代表歴
- 2023 アジア プロ野球チャンピオンシップ 日本代表